# 松下満雄
松下 滿雄（まつした みつお、1933年6月19日 - ）は、日本の法学者、弁護士。東京大学名誉教授、成蹊大学名誉教授、上智大学教授。専門は経済法。法学博士（東京大学、1968年）。独占禁止法の研究者として知られ、日米通商摩擦に関する紛争事例を分析する。父は第5代・6代・7代立教大学総長の松下正寿。東京府出身。

## 学歴
- 立教中学校、立教高等学校卒業。
- 1956年 立教大学経済学部経済学科卒業[2][4]
- 1962年 チュレーン大学大学院修了（Ph.D）
- 1968年 東京大学大学院法学政治学研究科民刑事法専門課程博士課程修了（法学博士、学位論文「独占禁止法の域外適用」）

## 職歴
- 1968年 立教大学法学部助手
- 1975年 上智大学法学部教授[2]
- 1984年 東京大学法学部教授[2]
- 1994年 東京大学名誉教授、成蹊大学法学部教授[2]
- 1995年-2000年 世界貿易機関（WTO）上級委員[1]
- 1996年 弁護士登録（長島・大野・常松法律事務所顧問）[1]

## 著作
- 『経済法概説』（東京大学出版会、初版1986年、第3版2001年）
- 『国際経済法』（有斐閣、初版1988年、第3版2001年）
- "International Trade and Competition Law in Japan" （Oxford University Press、1993年）

## 社会的活動
- 産業構造審議会委員
- 国際連合貿易開発会議（UNCTAD）貿易紛争解決アドバイザー
- 世界知的所有権機関（WIPO）アカデミーアドバイザー
- 上海市立WTOセンター顧問
- 世界貿易機関(WTO)上級委員会委員

## 栄典
- 2013年4月 瑞宝中綬章受章[5]